# ゐ
ゐ, ヰ는 일본어 음절의 하나이며 가나의 하나이다. 1모라를 형성한다. 오십음도에서는 제10행 제2단(わ행 い단)의 위치한다. 현대 가나 표기법에서는 い와 발음이 같기 때문에 대부분 'い'로 쓴다.

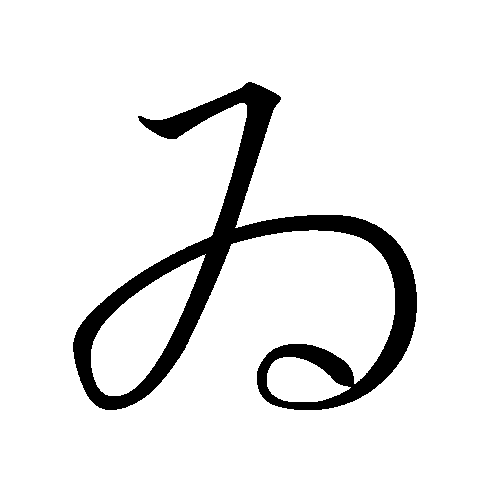
히라가나 ゐ

- 현대 표준어의 발음: 'い'와 똑같이 [i].
- 오십음 순: 제45위. や행의 い단과 え단을 더하면 제47위.
- 이로하 순: 제25위. う의 다음, の의 앞임.
- 히라가나 'ゐ'의 자형: '為(爲)'의 초서.
- 로마자 표기법: i
- 대한민국의 외래어 표기법: 이(현대어 기준)
- 일본어 점자:
- 일본어 통화표: 'ゐどのヰ'(이도노 이)
- 일본어 모스 부호: ·-··-

## 획순

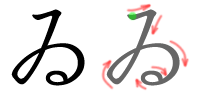
ゐ의 획순

## ゐ에 관한 여러 사항
- ゐ는 원래 '위[wi]'로 발음되었다고 추정된다. い와 ゐ의 구별은 가마쿠라 시대까지 있었다는 설부터 다이쇼 시대까지 남아있었다는 설까지 있다. 현대어에도 う단의 음에 뒤따르는 い는 ウィ로 발음되는 경우가 있는데, 화자에 따라 여러 가지로 들린다.
- 발음이 い와 구분되지 않기 때문에, 일본 자동차 번호판에서 사용하지 않는다.
- 본래의 발음은 'ウィ /wi/'였기 때문에, ウィ 대신에 ヰ를 쓰는 경우도 있다. 그러나 イ와 혼동되므로 이런 식의 표기·발음은 피하는 게 좋다.
  - 예: ウィンドー → ヰンドー
- 현재도 이세키 농기(ヰセキ農機) 등 예스러움을 표시하고 싶은 경우나, 재미로 'い' 대신에 쓰는 경우에 사용된다.
- 가타카나 ヰ는 본래 모양인 '井'를 그대로 사용하는 경우도 적지 않다. 예컨대 'ウヰスキー'(위스키)[1]를 'ウ井スキー'로 쓰는 것 등이 있다.
- 역사적 가나 표기법에서 くゐ, ぐゐ는 요음으로서[2], 원래는 /kwi/, /gwi/로 발음됐지만 현재는 /ki/, /gi/로 발음된다. 따라서 현대 가나 표기법에서는 き, ぎ로 바뀌었다.
- 'ウィ', 'クィ'처럼 /wi/로 발음되는 글자의 경우, ィ 대신에 작은 ヰ를 쓰는 경우도 간혹 있으나 일반적이지 않다. 이렇듯 요음 표기에 쓸 수 있는 작은 ゐ, ヰ는 일본에서 인정되는 글자가 아니다. 그래서 두 글자는 유니코드에도 포함되어 있지 않다. 하지만 가타카나의 경우 실제로 민간에서 사용한 예는 있어 금석문자경(今昔文字鏡)에서는 작은 ヰ가 069674번에 할당돼 있다.
- 히라가나의 갸루 문자에서 ゑ와 함께 る 대신에 사용하는 문자로 쓰인다.
- 외국(일본 외 다른 나라)의 토산물 등을 일본어로 표기할 때 본래는 'る'로 표기해야 할 부분을 ゐ로 잘못 쓰는 경우가 자주 있다.

## 컴퓨터 부문
| 미리 보기            | ゐ                 | ゐ                 | ヰ                 | ヰ                 | 𛅐                       | 𛅐                       |
| -------------------- | ------------------ | ------------------ | ------------------ | ------------------ | ------------------------ | ------------------------ |
| 유니코드 이름        | HIRAGANA LETTER WI | HIRAGANA LETTER WI | KATAKANA LETTER WI | KATAKANA LETTER WI | HIRAGANA LETTER SMALL WI | HIRAGANA LETTER SMALL WI |
| 인코딩               | 10진               | 16진               | 10진               | 16진               | 10진                     | 16진                     |
| 유니코드             | 12432              | U+3090             | 12528              | U+30F0             | 110928                   | U+1B150                  |
| UTF-8                | 227 130 144        | E3 82 90           | 227 131 176        | E3 83 B0           | 240 155 133 144          | F0 9B 85 90              |
| UTF-16               | 12432              | 3090               | 12528              | 30F0               | 55340 56656              | D82C DD50                |
| 수치 문자 참조       | &#12432;           | &#x3090;           | &#12528;           | &#x30F0;           | &#110928;                | &#x1B150;                |
| Shift JIS            | 130 238            | 82 EE              | 131 144            | 83 90              |                          |                          |
| EUC-JP               | 164 240            | A4 F0              | 165 240            | A5 F0              |                          |                          |
| GB 18030             | 164 240            | A4 F0              | 165 240            | A5 F0              | 147 0                    | 93 36 84 32              |
| EUC-KR / UHC         | 170 240            | AA F0              | 171 240            | AB F0              |                          |                          |
| Big5 (non-ETEN kana) | 198 244            | C6 F4              | 199 170            | C7 AA              |                          |                          |
| Big5 (ETEN / HKSCS)  | 199 119            | C7 77              | 199 236            | C7 EC              |                          |                          |

| 미리 보기               | 𛅤                       | 𛅤                       | ヸ                 | ヸ                 | ㋼                  | ㋼                  |
| ----------------------- | ------------------------ | ------------------------ | ------------------ | ------------------ | ------------------- | ------------------- |
| 유니코드 이름           | KATAKANA LETTER SMALL WI | KATAKANA LETTER SMALL WI | KATAKANA LETTER VI | KATAKANA LETTER VI | CIRCLED KATAKANA WI | CIRCLED KATAKANA WI |
| 인코딩                  | 10진                     | 16진                     | 10진               | 16진               | 10진                | 16진                |
| 유니코드                | 110948                   | U+1B164                  | 12536              | U+30F8             | 13052               | U+32FC              |
| UTF-8                   | 240 155 133 164          | F0 9B 85 A4              | 227 131 184        | E3 83 B8           | 227 139 188         | E3 8B BC            |
| UTF-16                  | 55340 56676              | D82C DD64                | 12536              | 30F8               | 13052               | 32FC                |
| 수치 문자 참조          | &#110948;                | &#x1B164;                | &#12536;           | &#x30F8;           | &#13052;            | &#x32FC;            |
| Shift JIS (KanjiTalk 7) |                          |                          | 136 107            | 88 6B              |                     |                     |
| Shift JIS (JIS X 0213)  |                          |                          | 132 147            | 84 93              |                     |                     |
| EUC-JP (JIS X 0213)     |                          |                          | 167 243            | A7 F3              |                     |                     |
| GB 18030                | 147 0                    | 93 36 86 32              | 129 0              | 81 39 A7 36        |                     |                     |

## 같이 보기
- う
- い